# Акселераціонізм
Акселераціонізм — це набір ідей, що включає марксистські та реакційні концепції, спрямований на різке прискорення капіталістичного розвитку шляхом технологічних змін, саботажу інфраструктури та інших соціальних процесів з метою дестабілізації існуючих систем і радикальної соціальної трансформації, так званого "прискорення". Термін також відноситься до постмарксистської ідеї про те, що внутрішні протиріччя та нестабільність капіталізму можуть поставити під загрозу його розвиток, що може призвести до скасування системи та її класових структур шляхом прискорення процесів. Акселераціонізм базується на аналізі соціальних, економічних, культурних та лібідних сил, що сприяють акселерації. До його концепту внесли свій внесок різні ідеї, включаючи ідею Жиля Дельоза та Фелікса Ґваттарі про детериторіалізацію, пропозиції Жана Бодріяра щодо «фатальних стратегій» та аспекти теоретичних систем і процесів, розроблені англійським філософом і коментатором Темного Просвітництва Ніком Лендом
Починаючи з того моменту, акселераціонізм розглядається як ідеологічний спектр, що складається з протилежних лівих та правих варіантів. Обидва підтримують невизначену інтенсифікацію капіталізму та його структур, а також створення умов для досягнення технологічної сингулярності - гіпотетичної точки в часі, коли технологічний розвиток стає неконтрольованим і незворотним.
Проте, праві екстремісти, такі як неофашисти, неонацисти, білі націоналісти та прихильники переваги білої раси, використовували термін "акселераціонізм" у спосіб, що значно відрізняється від оригінальних теоретиків руху, щоб позначити "прискорення" расового конфлікту через вбивства, терористичні напади та інші насильницькі дії з метою створення білої етнодержави

## Передумови
Бенджамін Нойс, професор і письменник, ввів термін "акселераціонізм" в своїй книзі «Стійкість негативу» у 2010 році, щоб описати траєкторію деяких постструктуралістів, які використовують неортодоксальні марксистські та контрмарксистські погляди на капітал. Ці автори включають Жиля Дельоза та Фелікса Гваттарі у їх книзі «Анти-Едіп» 1972 року, Жан-Франсуа Ліотар у їх книзі «Лібідинальна економіка»  1974 року та Жан Бодріяра в їх книзі «Символічний обмін і смерть» 1976 року.
У своєму есе з 2017 року «Швидкий і брудний вступ до акселераціонізму», англійський альтернативно-правий теоретик і письменник Нік Ленд часто пов'язують зі створенням та надиханням основних ідей і концепцій акселераціонізму. У цьому есе він цитує ряд філософів, які висловлюють випереджальне ставлення до акселераціонізму, зокрема Фрідріха Ніцше, який у фрагменті «Волі до влади» стверджує, що «процес вирівнювання європейської людини є великим процесом, який не слід зупиняти: його слід навіть прискорити». Дельоз і Ґваттарі, натхненні цією ідеєю для «Анти-Едіпа», подали безпрецедентний «революційний шлях» для увічнення тенденцій капіталізму, які згодом стануть центральною ідеєю акселераціонізму:
Але яким є революційний шлях? Чи є він? Вийти зі світового ринку, як радить Самір Амін країнам Третього світу, в курйозному відродженні фашистського "економічного рішення"? Чи, можливо, піти в протилежному напрямку? Піти ще далі, тобто в русі ринку, розкодування та детериторіалізації? Бо, можливо, потоки ще недостатньо детериторіалізовані, недостатньо декодовані, з точки зору теорії і практики дуже шизофренічного характеру. Не виходити з процесу, а йти далі, "прискорювати процес", як казав Ніцше: в цьому питанні правда полягає в тому, що ми ще нічого не бачили.
Ленд також наводить цитату з Карла Маркса, який в своїй промові «До питання про вільну торгівлю» 1848 року передбачив принципи акселераціонізму задовго до Дельоза та Ґваттарі, описавши вільну торгівлю як соціально деструктивну та провокуючу класові конфлікти, але в той же час ефективно аргументував її:
Але, загалом, захисна система наших днів є консервативною, тоді як система вільної торгівлі є руйнівною. Вона розбиває старі національності і доводить антагонізм пролетаріату і буржуазії до крайньої точки. Одним словом, система вільної торгівлі прискорює соціальну революцію. Лише в цьому революційному сенсі, панове, я голосую за вільну торгівлю.
Ленд пояснює, що зростання швидкості сучасного світу супроводжується зменшенням часу, доступного для обдумування та прийняття рішень щодо його подій. Він описує капіталізм як ланцюг позитивного зворотного зв’язку, в рамках якого комерціалізація та індустріалізація взаємно збуджують одна одну в безперервному процесі. Ленд вважає, що найкращий спосіб боротися з капіталізмом - це активніше брати участь, щоб сприяти ще більшому експоненціальному зростанню та самовдосконаленню через творче руйнування. Він стверджує, що таке прискорення здібностей і технологічного прогресу властиве капіталізму, але неможливе для некапіталістичних систем. Ленд також стверджує, що капітал революціонізує себе більш ретельно, ніж будь-яка зовнішня революція могла б це зробити.

## Сучасний акселераціонізм
Кібернетична культура, яка включала в себе дослідницький підрозділ CCRU, функціонувала в Університеті Уоріка з 1995 по 2003 рік. Цей експериментальний теоретичний колектив був складений з впливових соціальних теоретиків, таких як Ленд, Марк Фішер і Седі Плант. Серед видатних лівих акселераціоністів сьогодення можна відзначити Ніка Срнічека та Алекса Вільямса, авторів "Маніфесту політики прискорення", а також колектив Laboria Cuboniks, який є автором маніфесту "Ксенофемінізм: політика відчуження". Марк Фішер заявив, що "Напади Землі на академічні ліві  залишаються гострими", проте "марксизм — ніщо, якщо він не акселераціоніст". Арія Дін здійснила синтез аналізу расового капіталізму з акселераційізмом, вважаючи, що бінарність між людьми, машинами та капіталом уже розмита шрамами атлантичної работоргівлі. Книга Бенджаміна Х. Браттона "Стек: про програмне забезпечення та суверенітет" стосується ідей акселерації, зосереджуючись на тому, як інфраструктури інформаційних технологій підривають сучасні політичні географії і пропонуючи відкритий "проектний опис". Книга Тіціани Терранової "Red Stack Attack!" пов'язує модель стека Бреттона з лівим акселераційним рухом. З ксенофемінізму виросла течія акселераціоністської думки, відома як "ґендерний акселераційізм", яка стверджує, що знищення патріархату та гендерної бінарності є не просто кращим майбутнім, а прямою неминучістю прискорення капіталізму.

### Лівий акселераціонізм
Марк Фішер, колишній член CCRU та наставник Срнічека та Вільямса, часто приписується теорія лівого акселераціонізму, відомого як «L/Acc». Метою цієї теорії є дослідження традиційним способом шляхів, за допомогою яких сучасне суспільство може отримати потужний імпульс для створення майбутнього, яке буде справедливим і визвольним. Хоча обидва напрямки акселераціонізму базуються на ідеях подібних мислителів, лівий акселераціонізм відрізняється тим, що його метою є використання цих ідей для досягнення егалітарного майбутнього. Однак, Пол Ленд висловив свою критику щодо цих ідей в інтерв’ю The Guardian, стверджуючи, що "ідея, що саморушна технологія може бути відокремлена від капіталізму, є глибокою теоретичною помилкою". Замість цього він висунув ідею експериментів та марення, відходячи від оптимістичного егалітаризму, який притаманний акселераційному мисленню.

## Інші способи використання терміна
Відтоді, як «акселераціонізм» був введений у 2010 році, цей термін набув кількох нових значень, зокрема правоекстремістськими рухами та терористичними організаціями , що призвело до того, що термін неодноразово ставав сенсаційним.  Кілька коментаторів використовували ярлик акселераторіста для опису суперечливої політичної стратегії, сформульованої словенським філософом, теоретиком фрейдо-марксизму та письменником Славоєм Жижеком .   Прикладом цього, який часто наводять, є те, що в листопаді 2016 року в інтерв’ю Channel 4 News Жижек заявив, що, якби він був американським громадянином, він проголосував би за колишнього президента США Дональда Трампа як кандидата, який, швидше за все, порушить статус-кво політики в країні. ця країна. 

### Ультраправий акселераціоністський тероризм
З кінця 2010-х років, хоча маючи свої оригінальні філософські та теоретичні інтереси, термін "акселераціонізм" все частіше використовують міжнародні мережі неофашистів, неонацистів, білих націоналістів і білих расистів для позначення своїх правих екстремістських цілей. Вони визнаються за те, що домагаються "прискорення" расового конфлікту насильницькими засобами, включаючи вбивства, терористичні атаки та остаточний колапс суспільства, щоб створити білу етнодержаву.    Ультраправий акселераціонізм є небезпечним для громадської безпеки, оскільки він пропагує використання насильства, саботажу, масових вбивств та вбивств високопоставлених осіб з метою дестабілізації та знищення сучасного суспільства, щоб створити фашистську державу на етнонаціоналістичних засадах. Ці ідеї були поширені у творах, таких як Siege Джеймса Мейсона, який є інформаційним бюлетенем члена Американської нацистської партії та Фронту націонал-соціалістичного визволення, а також форумом Iron March і Atomwaffen Division, правими екстремістськими організаціями, пов'язаними з терористичними нападами, вбивствами та нападами. За словами Юридичного центру боротьби з бідністю (SPLC), акселераціоністи вважають, що насильство є єдиним способом досягнення їхніх політичних цілей, і вони бачать сучасне суспільство як непоправне, тому прагнуть його знищити, щоб замінити його фашистською державою на етнонаціоналістичних засадах
Брентон Гаррісон Таррант, винуватець стрілянини в мечеті Крайстчерча, внаслідок якої загинула 51 людина та було поранено ще 49, рішуче заохочував правий акселераціонізм у розділі свого маніфесту під назвою «Дестабілізація та акселераціонізм: тактика». Це також вплинуло на Джона Тімоті Ернеста, винуватця пожежі в мечеті Ескондідо в мечеті Дар-уль-Аркам в Ескондідо, Каліфорнія ; і вчинення стрілянини в синагозі Poway, яка призвела до одного загиблого та трьох поранених, і вплинула на Патріка Крузіуса, виконавця стрілянини в El Paso Walmart, у результаті якої загинуло 23 людини та було поранено ще 23. Таррант і Ернест, у свою чергу, вплинули на Юрая Крайчика, виконавця стрілянини в Братиславі 2022 року, в результаті якої загинули двоє відвідувачів гей-бару.   Батальйон «Січ» закликав своїх членів купити примірник маніфесту Тарранта, заохочуючи їх «надихнутися» ним. 
Хоча праві екстремістські групи та пов’язані з ними терористичні акти вважаються безумовно неправильними, критична теорія, яка була джерелом натхнення для ідей акселераціонізму, була розроблена Лендом. Ленд сам зацікавився теїстичною сатаністською організацією Орден дев'яти кутів (ONA), яка пропагує неонацистський тероризм і назвала свої роботи "настійно рекомендованими" в своєму блозі. З початку 2010-х років, ідеологія та релігійні погляди Ордену дев'яти кутів, заснованого британським неонацистом Девідом Маяттом у 1974 році, стали впливати на військові неонацистські та неофашистські повстанські групи, які пов'язані з правими міжнародними мережами крила екстремістів та білими расистами, зокрема форумом Iron March.

#### Фашистські акселераціоністські організації
- Atomwaffen Division — це неонацистська терористична організація, яку в 2013 році Брендон Рассел визнав відповідальною за численні вбивства та плани масових жертв. Atomwaffen була заборонена як терористична організація у Великій Британії, Канаді та Австралії. [35]
- «База» — це неонацистська парамілітарна група ненависті та тренувальна мережа, яка виступає за перевагу білої раси, сформована в 2018 році Рінальдо Наццаро та діє в Сполучених Штатах, Канаді, Австралії, Південній Африці та Європі. Станом на  November 2021  її вважають терористичною організацією в Канаді, Австралії, Новій Зеландії та Великобританії. [9]
- Combat 18 — це неонацистська організація, яка була заборонена в Канаді та Німеччині та причетна до вбивства Вальтера Любке та підпалу у Віткові у 2009 році . [36] [37] [38]
- Сім'я Менсонів була культом кінця світу, очолюваним Чарльзом Менсоном, відповідальним за вбивства Тейт-Лаб'янка, під час яких було вбито семеро людей між 8 і 10 серпня 1969 року. Менсон був білим расистом і неонацистом [39] [40], який пророкував расову війну, в якій афроамериканці повстануть і знищать усіх білих людей у Сполучених Штатах, а він і його послідовники будуть ховатися в безпеці. Згодом Сім’я правила чорним населенням, а Менсон був їхнім «господарем», оскільки він вважав, що чорні люди недостатньо розумні, щоб керувати собою. [41] [42] Вбивства Тейта і Лаб’янки були спробою наблизити цей сценарій до реальності, при цьому Менсон вірив, що вбивство людей, яких він вважав «свинями», надихне темношкірих людей робити те саме. [43]
- Nordic Resistance Movement – це панскандинавська неонацистська організація, яка дотримується акселераційізму та пов’язана з ONA та численними терористичними змовами та вбивствами, як-от вбивство антифашиста в Гельсінкі в 2016 році. Були міжнародні спроби заборонити NRM як терористичну організацію, і вона була заборонена як така у Фінляндії в 2019 році [44] [9] [45]
- Орден дев'яти кутів - це неонацистська сатаністська організація, яка пов'язана з численними вбивствами та терористичними змовами. Були міжнародні спроби заборонити ONA як терористичну організацію. Крім того, ONA пов’язана з Atomwaffen і базою, а засновник ONA Девід Майатт колись був лідером C18. [9]
- Російський імперський рух - це біла расистська організація, заснована в Росії та заборонена як терористична організація в Сполучених Штатах і Канаді за зв'язок з неофашистськими терористами. Люди, навчені РІМ, продовжили вчиняти серію вибухів і приєдналися до сепаратистів на Донбасі. [46]

## Дивись також
- Прискорення змін
- Есхатон
- Відмовно швидко
- Футуризм
- Велике прискорення
- Неодночасність
- Умоглядний реалізм
- Стратегія напруги
- Терограма
- Часопросторове стиснення

## Подальше читання

### Книги
- Land, Nick (2011). Brassier, Ray; Mackay, Robin (ред.). Fanged Noumena. Urbanomic. ISBN 9780955308789.
- Mackay, Robin; Avanessian, Armen, ред. (2014). #ACCELERATE: The Accelerationist Reader. Urbanomic. ISBN 9780957529557.
- Noys, Benjamin (2013). Malign Velocities: Accelerationism and Capitalism. Zero Books. ISBN 9781782793007.
- Plant, Sadie (1997). Zeroes + Ones: Digital Women + The New Technoculture. Doubleday. ISBN 9781857023862.
- Srnicek, Nick; Williams, Alex (2015). Inventing the Future: Postcapitalism and a World without Work. Verso Books. ISBN 9781784780982.

### статті
- Brassier, Ray (13 лютого 2014). Wandering Abstraction. Mute.
- Brennan, Eugene (12 серпня 2013). "Debate is Idiot Distraction": Accelerationism and the Politics of the Internet. 3:AM Magazine.
- Galindo Hervás, Alfonso (2016). Delay or accelerate the end? Messianism, accelerationism and presentism. International Journal of Philosophy and Theology. 77 (4–5): 307—323. doi:10.1080/21692327.2016.1262783.
- Land, Nick. Meltdown. Архів оригіналу за 8 квітня 2012. Процитовано 10 грудня 2013. .
- Moreno, Gean (2012). Notes on the Inorganic, Part I: Accelerations. E-flux.
- Negri, Antonio (2014). Reflections on the "Manifesto for an Accelerationist Politics". E-flux. Архів оригіналу за 5 лютого 2015. Процитовано 5 лютого 2015.
- Pasquinelli, Matteo (9 червня 2014). The Labour of Abstraction: Theses on Marxism and Accelerationism.
- Power, Nina (2015). Decapitalism, Left Scarcity, and the State. Fillip.
- Wark, McKenzie (2013). #Celerity: A Critique of the Manifesto for an Accelerationist Politics (PDF).